# Helgi el Temerario (Ringerike)
Helgi el Temerario (770-795), también Helgi Fridleifsson, (nórdico antiguo: Helgi Hvassi) según la saga Ragnarssona þáttr, fue príncipe de Ringerike y jarl de Angria; era hermano de Guðröðr, rey de Ringerike, ambos hijos de Fridleif Frodasson y vivieron en el siglo IX.
Los hijos de Ragnar Lodbrok, Sigurd Ragnarsson, Björn Ragnarsson y Hvitsärk habían finalizado sus incursiones en Francia y tras el regreso de Björn a su hogar en Suecia, sus hermanos fueron atacados por el emperador Arnulfo de Carintia. En la batalla 100.000 daneses y noruegos cayeron, incluido Sigurd y el rey Guðrøðr. Helgi pudo escapar con el estandarte de Sigurd, la espada y escudo, dirigiéndose a Dinamarca para informar a la madre de Sigurd, Aslaug de la pérdida. Helgi permaneció en Dinamarca como regente y se casó con la hija de Sigurd, también llamada Aslaug, y tuvieron un hijo Sigurd Hart.